# Sepulcro del deán Rodrigo Enríquez
El sepulcro del deán Rodrigo Enríquez, que era miembro de la familia Enríquez y bisnieto del rey Alfonso XI de Castilla, es un monumento funerario ubicado en el primer tramo del muro exterior del lado del Evangelio de la capilla mayor de la catedral de Palencia.
Fue realizado por el escultor Alonso de Portillo, que también esculpió el sepulcro de la dama Inés de Osorio, conservado en la catedral palentina, aunque el del deán Rodrigo Enríquez ha sido calificado por algunos autores como de «mediocre calidad», y de «sencilla composición arquitectónica», aunque también señalan que a pesar de que su estilo es «un poco seco», está compuesto de modo armonioso y permite comprender, debido a sus múltiples elementos, el modo de trabajar empleado en el taller de Alonso de Portillo.

## Rodrigo Enríquez
El deán Rodrigo Enríquez era hijo de Alfonso Enríquez, almirante de Castilla y señor de Medina de Rioseco, y llegó a ser, además de «protegido» de su pariente, el rey Juan II de Castilla, arcediano de Toro, arcediano de Valdemuriel en la diócesis de León y deán de la catedral de Palencia. Y el eclesiástico e historiador Santiago Francia Lorenzo señaló que fue uno de los más «prestigiosos» deanes del siglo XV de la catedral palentina.
Y conviene señalar que este deán hubo de pagar, al igual que otros personajes de la época como Diego de Guevara y Francisco Núñez, abad de Husillos, 30.000 maravedís a fin de que sus restos mortales pudieran recibir sepultura en la catedral de Palencia, aunque algunos historiadores señalan que también podía tenerse en cuenta a la hora de enterrarse en la catedral el hecho de haber costeado un retablo, reparar una capilla o realizar alguna donación a la catedral.

## Ejecución
La historiadora Clementina Julia Ara Gil, que estudió en un artículo de 1987 las obras del escultor Alonso de Portillo, señaló que pudo ser realizado poco después de la muerte del deán Rodrigo Enríquez, que falleció en 1465, o incluso en vida de éste, pero afirmó que en cualquier caso la fecha de la defunción del deán puede ser tomada, para situar cronológicamente esta obra, como una referencia «aproximada». Y dicha historiadora también afirmó que el escultor Alonso de Portillo, debido al hecho de realizar el sepulcro del deán Rodrigo Enríquez, al que ella consideró como una importante «personalidad» debido a su cargo en la catedral de Palencia y a su linaje, ya debía de gozar de «un cierto crédito» en la ciudad de Palencia.

## Descripción

Escudo de la familia Enríquez.

El sepulcro, que está empotrado en el muro, está cobijado por un arco conopial estrecho rematado por un florón y por dos pináculos de base circular en los extremos, y en el interior del arco que cobija el sepulcro y por encima de la estatua yacente que representa al deán está colocado el escudo de familia de los Enríquez, que está compuesto por un «león mantelado de Castilla».
Al lado de la estatua yacente que representa al deán, cuya cabeza descansa sobre varias almohadas con adornos adamascados, está colocada una pequeña escultura en piedra que muestra a un paje portando un libro en sus manos, y a los pies del deán aparece un perro recostado, como símbolo de fidelidad, que lleva un collar ancho y que recuerda, según Clementina Julia Ara Gil, al del sepulcro del obispo fray Lope de Barrientos, que estuvo situado en el municipio de Medina del Campo.
Y en el frontal de la caja sepulcral, que contiene siete arcos lobulados rematados por gabletes o pináculos, aparece Dios como un juez sentado y con tres apóstoles a cada lado, que constituyen la mitad del Colegio Apostólico y pueden identificarse por sus atributos y por el letrero que llevan a sus pies, siendo tres de ellos «Jacob», «Andreas» y «Petrus», que corresponden a Santiago, San Andrés y San Pedro, y los tres restantes «Paulus», «Bartolomeus» y «Filipus», que vendrían a ser San Pablo, San Bartolomé y San Felipe. Y en el lado derecho del apostolado una pequeña cartela muestra el nombre de Alonso de Portillo, autor del sepulcro: «Portillo me fecit».
Además, a lo largo del entablamento de la urna sepulcral está esculpido el siguiente epitafio en letra gótica y con letras negras y signos de separación en rojo, que se encuentra en buen estado de conservación:

Hic requiescit dominus Rodericus Enrici, decanus istius eclesia, filius almirandi Castellae, obiit 11 de februari anno Domini MCCCCLXV.

Que traducido al castellano vendría a decir:

Aquí descansa el Señor Don Rodrigo Enríquez decano de esta iglesia, hijo del almirante de Castilla. Murió el día dos de febrero del año del Señor de mil cuatrocientos sesenta y cinco.

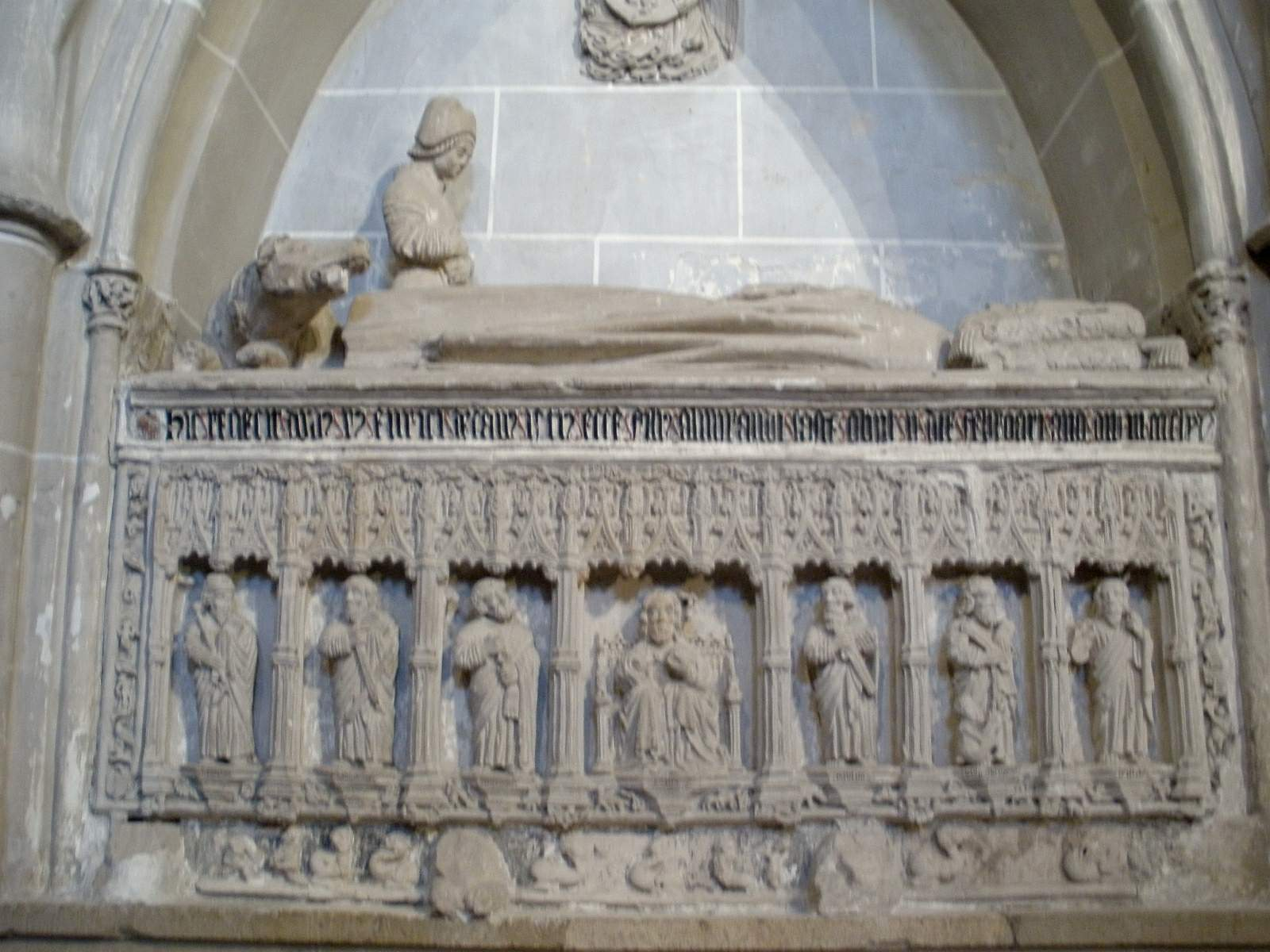
Sepulcro del deán Rodrigo Enríquez. (Catedral de Palencia).

Además, la historiadora Clementina Julia Ara Gil señaló que en el sepulcro se han combinado detalles de diversas procedencias, y de ese modo los pilares y las ménsulas donde se alojan los apóstoles se asemejan en su opinión a las del sepulcro del obispo Alonso de Cartagena, que se halla en la capilla de la Visitación de la catedral de Burgos, y los pliegues de las vestiduras del deán Enríquez guardarían cierto parecido con los de la estatua yacente de Alonso Rodríguez de Maluenda, cuyo sepulcro también se encuentra en la capilla de la catedral burgalesa mencionada anteriormente. Y también conviene señalar que según dicha historiadora la calidad de la piedra empleada para realizar el sepulcro es mala y fue ejecutado con «escasa finura», y también afirmó que en esta obra ecléctica se entremezclan:

El sentido ideal y la síntesis de los volúmenes de la escultura gótica clásica, el naturalismo incipiente y un exacerbado sentido de la ornamentación que quizá es el aspecto que se advertiría de forma más inmediata en el cambio.